# 박혜영 (작가)
박혜영(1961년 ~ )은 대한민국의 소설가이다.
박혜영은 1961년, 강원도 강릉시에서 태어나 한학자 집안에서 성장했다. 단국대학교 국문학과 석사를 졸업했다. 대학시절 쓰던 소설을 바탕으로 수년이 지난 후에 완성한 첫 장편소설 『열려라 연못』으로 제4회 혼불문학상을 수상했고, 같은 해 『비밀 정원』으로 제목을 바꿔 출간했다.

## 중앙대학교 문예창작학과 박사 (졸업)
- 단국대학교 국문학과 석사 (졸업)

## 수상
- 제4회 혼불문학상